# Pałac Tyszkiewiczów w Krakowie
Pałac Tyszkiewiczów „Pod Bałwanami” – zabytkowy pałac znajdujący się w Krakowie, w dzielnicy I Stare Miasto przy ul. Adama Asnyka 2–4 na rogu z ulicami Łobzowską i Garbarską, na Piasku.
Pałac zbudowano w 1882 roku dla Mostowskich. Przebudowany w 1898 według projektu Tadeusza Stryjeńskiego dla Tyszkiewiczów, wtedy też nazwano go „Pod Bałwanami” od figur czterech atlantów podtrzymujących balkon.
Przed rokiem 1939 miał tutaj siedzibę Automobilklub, po 1945 był siedzibą WUML-u. Obecnie (rok 2021) w pałacu znajduje się krakowski ośrodek Małopolskiego Centrum Doskonalenia Nauczycieli.

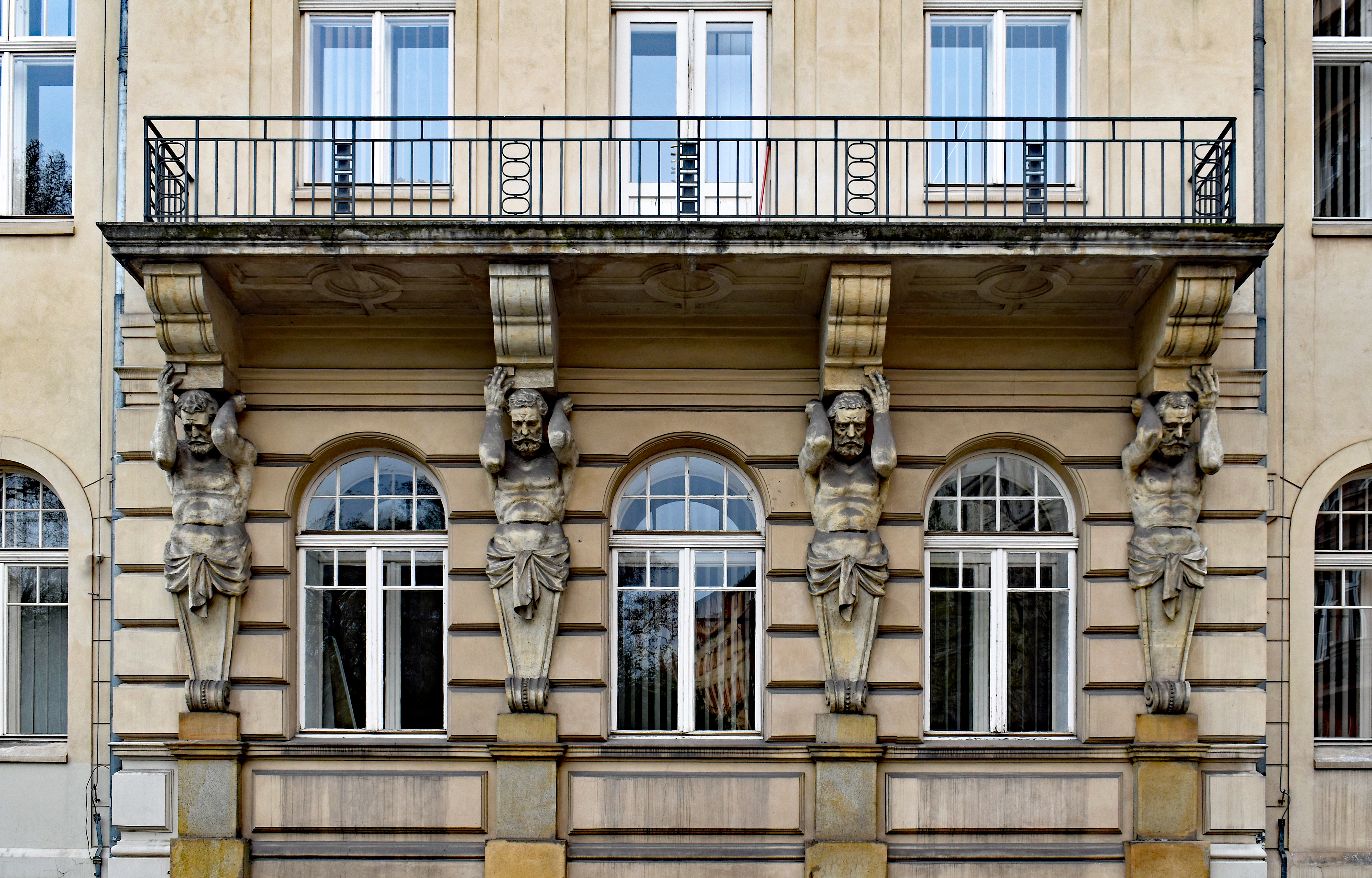
Bałwany (atlanty).
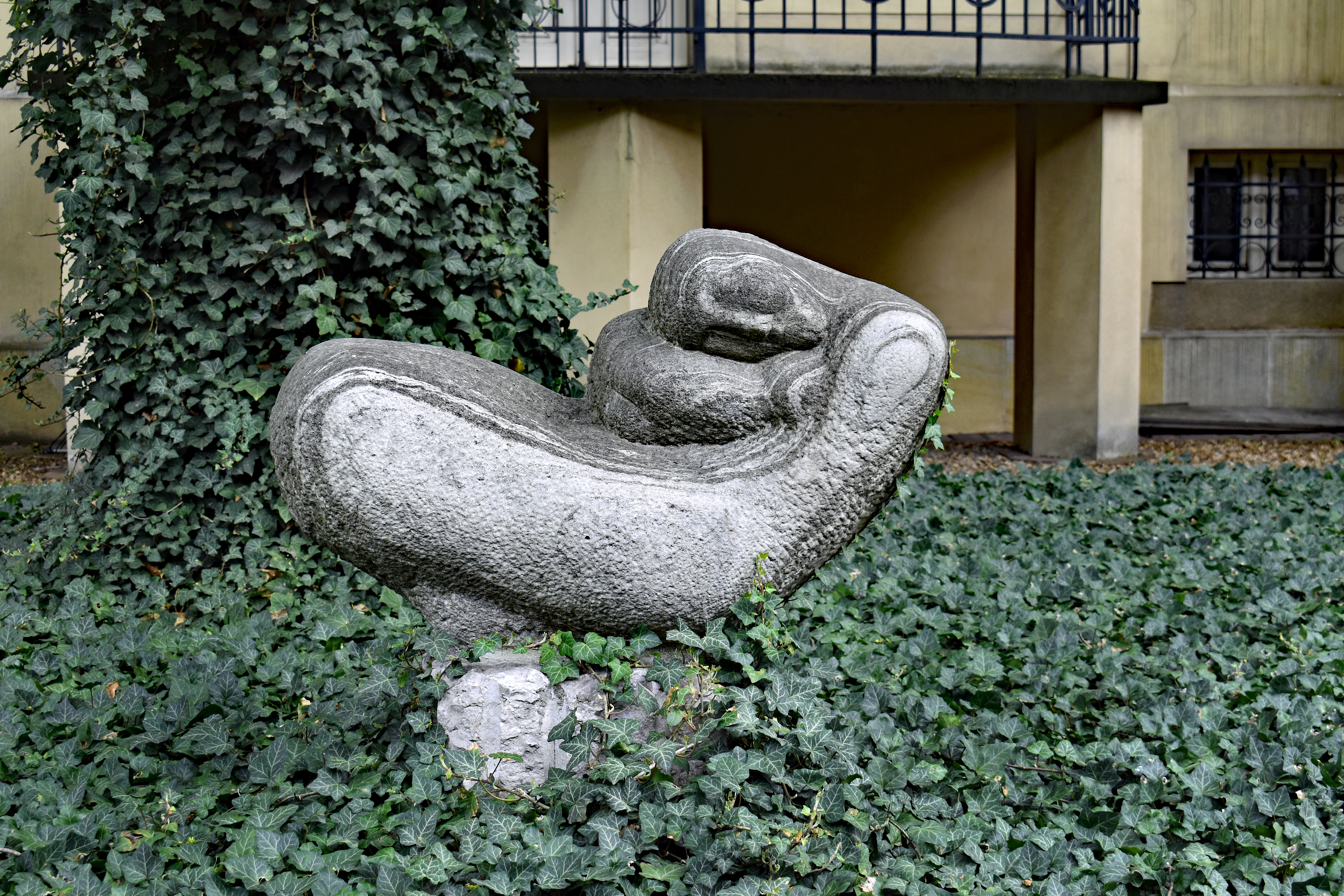
Rzeźba od ul. Garbarskiej.
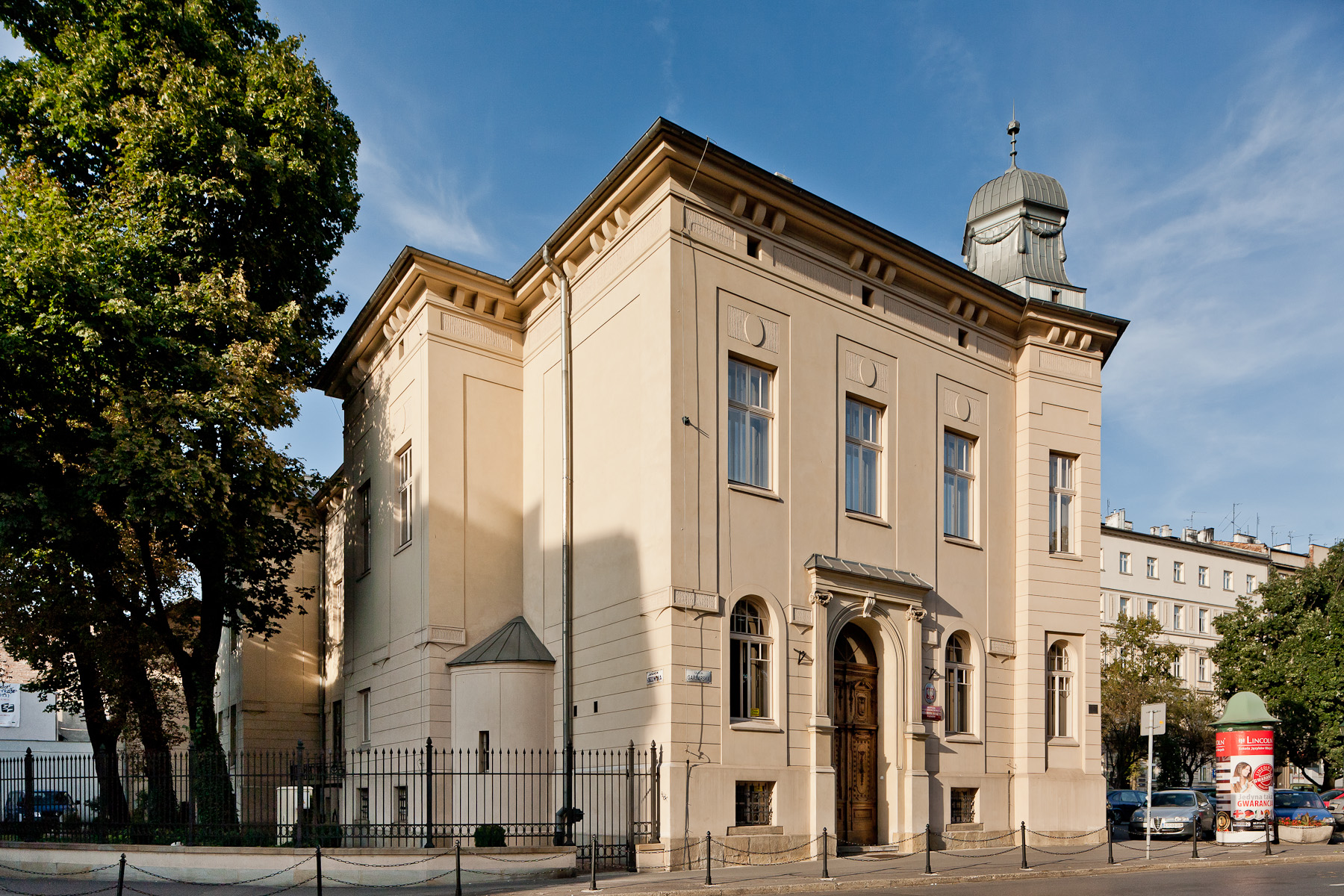
Boczna elewacja.
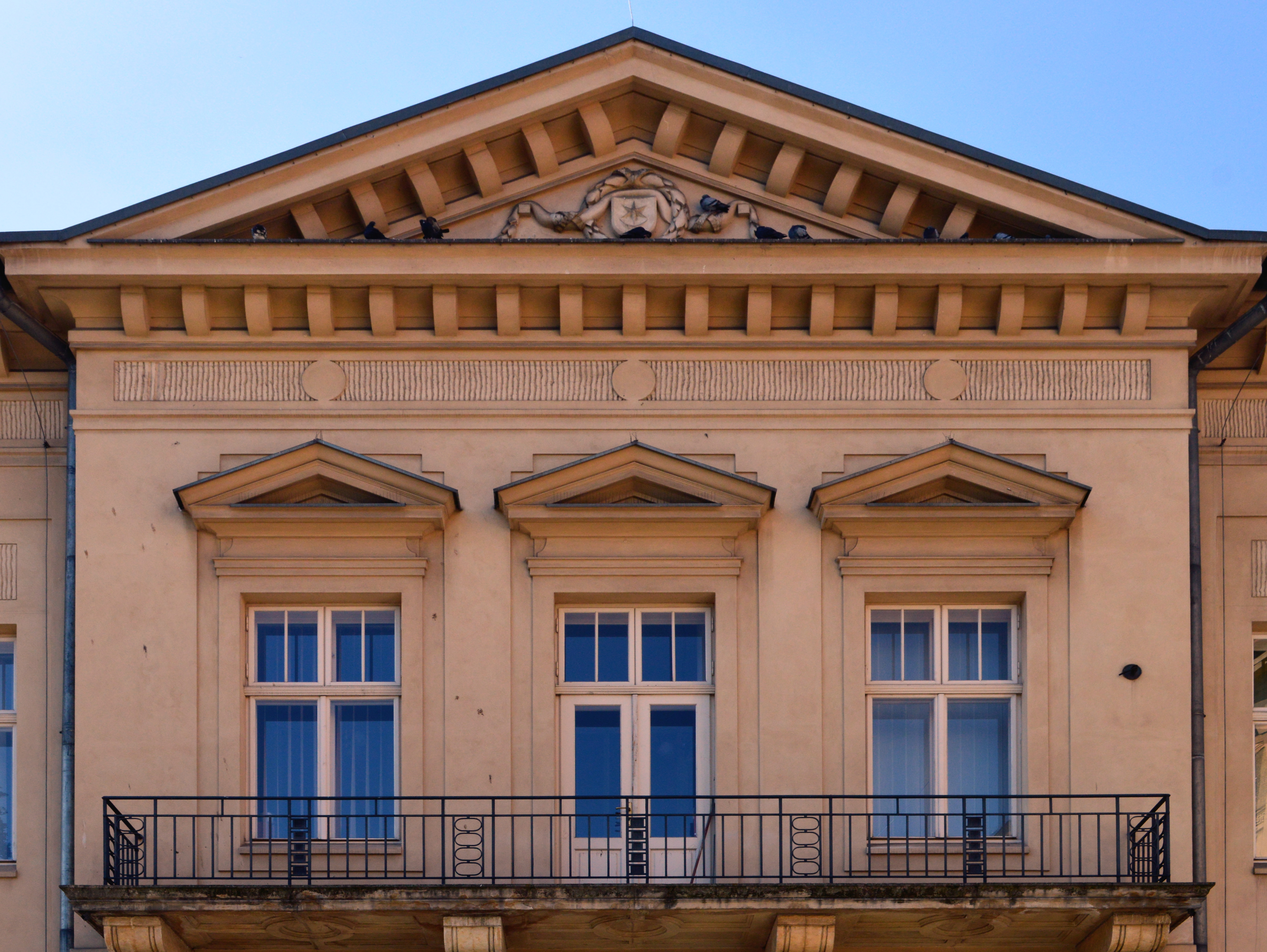
Zwieńczenie fasady